# Isla del Medio (Puerto del Río)
La isla del Medio (en inglés: Middle Island) forma parte de las islas Malvinas. Se ubica al norte de la isla Gran Malvina en el puerto del Río. También se halla cerca de la isla top y la isla Pasaje. Forma parte de un grupo de islas situadas al sur de la isla de Borbón.